# Dulsin
Dulsin (deutsch Dulzen) ist ein Ort in der polnischen Woiwodschaft Ermland-Masuren und gehört zur Landgemeinde Górowo Iławeckie (Landsberg) im Powiat Bartoszycki (Kreis Bartenstein), bis 1945 zum Kreis Preußisch Eylau in Ostpreußen.

## Geographische Lage
Dulsin liegt vier Kilometer südlich der polnisch-russischen Grenze im Nordwesten der Woiwodschaft Ermland-Masuren, sieben Kilometer südwestlich der auf russischem Staatsgebiet gelegenen ehemaligen Kreisstadt Preußisch Eylau (russisch Bagrationowsk) bzw. 20 Kilometer nordwestlich der heutigen Kreismetropole Bartoszyce (deutsch Bartenstein).

## Geschichte
Die Gründung des Gutsorts Dulsyen erfolgte vor 1339. Nach 1339 nannte man das Dorf Dulcyn und Dulzenn, nach 1490 Dultzen, und nach 1785 Dulzen.
Als „Gutsbezirk“ kam Dulzen 1874 zum neu gebildeten Amtsbezirk Gallehnen (polnisch Gałajny) im Kreis Preußisch Eylau, Regierungsbezirk Königsberg, in Ostpreußen. Im Jahre 1910 zählte das Dorf 127 Einwohner.
Am 30. September gab der Gutsbezirk Dulzen seine Eigenständigkeit auf und schloss sich mit den Nachbarorten Gallehnen (polnisch Gałajny), Heinrichswalde (Wężykowo), Schwadtken (Świadki Iławeckie) und Topprienen (Toprzyny) zur neuen Landgemeinde Topprienen zusammen, die bis 1930 zum Amtsbezirk Gallehnen, danach zum Amtsbezirk Topprienen gehörte.
In Kriegsfolge kam Dulzen 1945 mit dem gesamten südlichen Ostpreußen zu Polen. Das Dorf erhielt die polnische Namensform „Dulsin“ und ist heute eine Ortschaft innerhalb der Gmina Górowo Iławeckie (Landgemeinde Landsberg) im Powiat Bartoszycki (Kreis Bartenstein), von 1975 bis 1998 der Woiwodschaft Allenstein, seither der Woiwodschaft Ermland-Masuren zugehörig. Im Jahre 2021 waren in Dulsin 33 Einwohner registriert.

## Religion
Dulzen war mit seiner fast ausnahmslos evangelischen Einwohnerschaft bis 1938 in das Kirchspiel der Kirche Klein Dexen (heute russisch Furmanowo) in der Kirchenprovinz Ostpreußen der Kirche der Altpreußischen Union eingegliedert, ab 1938 gehörte es zum neuen Kirchspiel der Gartenstadt Stablack.
Dulsin hat jetzt eine mehrheitlich römisch-katholische Bevölkerung und ist nun der Pfarrei in Gałajny (Gallehnen) zugeordnet, die zum Erzbistum Ermland gehört.

## Verkehr
Dulsin liegt an eine Nebenstraße, die von Wokiele (Wokellen) über Kumkiejmy Przednie (Vorder Kumkeim) und Kierno (Körnen) bis zur polnisch-russischen Grenze verläuft, und vor 1945 bis nach Klein Dexen (Furmanowo) führte.
Eine Bahnanbindung besteht nicht.